# Карфагенська єпархія
Карфагенська єпархія (лат. Archidioecesis Carthaginensis) - історична римо-католицька архієпархія зі столицею в Карфагені, на території сучасного Тунісу. Нині є титулярною архієпархією, що вакантна з 1979 року.

## Історія
Точна дата заснування карфагенської єпархії невідома, але знано, що вона вже існувала в часи гонінь на християн. У цей період найвідоміший карфагенський єпископ, святий Кипріан Карфагенський (помер у 258 році), займав пост на єпископській кафедрі. Рік зведення єпархії на честь архієпископства також невідомий. Наприкінці римського правління Карфаген став центром християнства, що сильно ширився в північній Африці.
Християнству на території Карфагену прийшов кінець після арабського завоювання Північної Африки й взяття міста в 697 арабським вождем Хасаном ібн Нуманом.
У наступні століття Карфаген був титулярним архієпископством. Першим титулярним архієпископом Карфагена, згаданим на порталі "Католицька ієрархія", був Дієго Рекесенс, архієпископ ad personam єпархії Мадзара-дель-Валло.
10 листопада 1884 року Папа Лев XIII відновив архиєпархію Карфагена, створену замість апостольського вікаріату Тунісу. Проіснувала до 9 липня 1964 року, коли Папа Павло VI скасував її, створивши натомість територіальну прелатуру Тунісу (нині архиєпархію Тунісу).
Після його скасування архієпископство Карфагена знову стало титульною столицею.

## Карфагенські архієпископи

### Ординарії 1884 - 1964
Всі архиєпископи в цей період були французами.
- кардинал Шарль Лавігері (10 листопада 1884 - 25 листопада 1892)
- Бартелемі Клеман Комбес (15/16 червня 1893 - 20 лютого 1922) (з 22 січня 1909 також Архиєпископ Алжиру)
- білий отець Алексіс Леметр (20 лютого 1922 - 16 травня 1939)
- Шарль Альберт Гуно CM (16 травня 1939 - 20 червня 1953)
- Поль-Марі-Моріс Перрен (29 жовтня 1953 - 9 липня 1964), призначений територіальним прелатом Тунісу

### Титуловані архієпископи після 1964 року
- Агостіно Казаролі (4 липня 1967 - 30 червня 1979)